# Tamilsagen
Tamilsagen var en sag om ulovlig behanding af ansøgninger om familiesammenføring. Fra september 1987 til januar 1989 blev ansøgninger om familiesammenføring fra tamilske flygtninge fra det borgerkrigshærgede Sri Lanka sat i bero i strid med udlændingeloven. Sagen fik VK-regeringen til at træde tilbage, efter at højesteretsdommer Mogens Hornslet i januar 1993 fremlagde sin undersøgelsesrapport om forløbet. I en efterfølgende rigsretssag blev daværende justitsminister Erik Ninn-Hansen dømt for overtrædelse af ministeransvarlighedsloven.

## Sagens baggrund
I 1986 sendte en borgerkrig i Sri Lanka omkring 3.000 tamiler på flugt til Danmark, hvor de fik midlertidig opholdstilladelse. Tamilsagen begyndte året efter, da justitsminister Erik Ninn-Hansen på et ministermøde i Statsministeriet meddelte, at familiesammenføringssager med tamilske flygtninge ville blive sat i bero, fordi der var indgået en fredsaftale i Sri Lanka.

## Sagens forløb
Sagens meget snirklede forløb, skitseret i de væsentlige offentlige bidrag,
- Folketingets ombudsmand afgav 1. marts 1989 en betænkning (FOB 1988.100ff).
- Folketinget behandlede 25. april 1989 et forslag fra Socialdemokratiet og SF om at nedsætte en kommissionsdomstol til at undersøge sagen, hvilket afvistes. Statsminister Poul Schlüter afsluttede sin tale med ordene: ”Der er ikke fejet noget ind under gulvtæppet”.[3]
- I Alex Frank Larsens tv-dokumentar Blodets bånd sendt den 23. april 1990 på DR beskyldtes Ninn-Hansen for lovbrud.[5]
- Den 8. maj 1990 krævede Centrum-Demokraterne og Erik Ninn-Hansen uafhængigt af hinanden en kommissionsundersøgelse, der blev sat i gang af statsminister Poul Schlüter.[6]
- Advokat Kristian Mogensen afgav 6. december 1990 en 14 sider lang klage til Menneskerettighedskommissionen over kommissionsundersøgelsen på vegne af Ninn-Hansen – bl.a. over, at undersøgelsen foregik for lukkede døre. Klagen førte til, at undersøgelsen blev offentlig.
- I løbet af januar 1991 opnår sagsfremlæggelsen stor mediedækning.
- Den 14. januar 1993 var højesteretsdommer Mogens Hornslets 6.000 sider tamilrapport klar og forelagt statsministeren, Ninn-Hansens partifælle Poul Schlüter.[1] Rapporten slog blandt andet fast, at Erik Ninn-Hansen havde handlet ulovligt og havde gjort det bevidst.[1] Samme dag kl. 18 meddelte Poul Schlüter, at regeringen går af. Han udskrev dog ikke nyvalg.
- 25. januar 1993 kunne Poul Nyrup Rasmussen danne en socialdemokratisk ledet regering. Justitsministeriet blev her frataget udlændingeområdet, som blev lagt under Indenrigsministeriet.

## Rigsretssag
11. juni 1993 vedtog et flertal i Folketinget at rejse tiltale mod Ninn-Hansen for overtrædelse af ministeransvarlighedsloven. Socialdemokratiet, Socialistisk Folkeparti, Centrum-Demokraterne, Det Radikale Venstre og Hans-Pavia Rosing (Siumut) stemte for forslaget, Fremskridtspartiet stemte imod, mens følgende partier var delt i spørgsmålet: Det Konservative Folkeparti (7 medlemmer stemte for, 20 imod), Venstre (8 for, 17 imod) og Kristeligt Folkeparti (1 for, 1 imod). Der er tidligere kun blevet ført rigsretssag fem gange i danmarkshistorien, senest i 1910.
Den 22. juni 1995 blev Ninn-Hansen med dommerstemmerne 15-5 fundet skyldig i overtrædelse af ministeransvarslovens § 5, stk. 1:
En minister straffes, hvis han forsætligt eller af grov uagtsomhed tilsidesætter de pligter, der påhviler ham efter grundloven eller lovgivningen i øvrigt eller efter hans stillings beskaffenhed.
Med dommerstemmerne 12-8 blev han idømt fire måneders fængsel. Dommen blev gjort betinget med 1 års prøvetid med henvisning til Ninn-Hansens personlige forhold, navnlig hans helbredstilstand og alder – Ninn-Hansen var 73 år, da dommen faldt. Mindretallet på 8 dommere havde stemt for at idømme ham 15 dagbøder á 1.000 kr med forvandlingsstraf af hæfte i 15 dage.
Efter dommen klagede Ninn-Hansen til Den Europæiske Menneskerettighedsdomstol og klagede blandt andet over, at Rigsretten ikke var en upartisk domstol. Menneskerettighedsdomstolen afviste klagen den 18. maj 1999.

## Yderligere læsning
- Henrichsen, Carsten Michael (2000). Tamilsagen I - analyser og kommentarer (2. udgave).